# Antônio II da Geórgia
Antônio II da Geórgia, conhecido como O Grande Mártir, nascido Príncipe Real Teimuraz, foi um membro da Família Real da Georgia e eclesiástico. Filho de Heráclio II da Geórgia, o penúltimo Rei do Reino de Cártlia-Caquécia, ele foi o Patriarca Católico da Georgia de 1788 a 1811.